# Klammerentferner

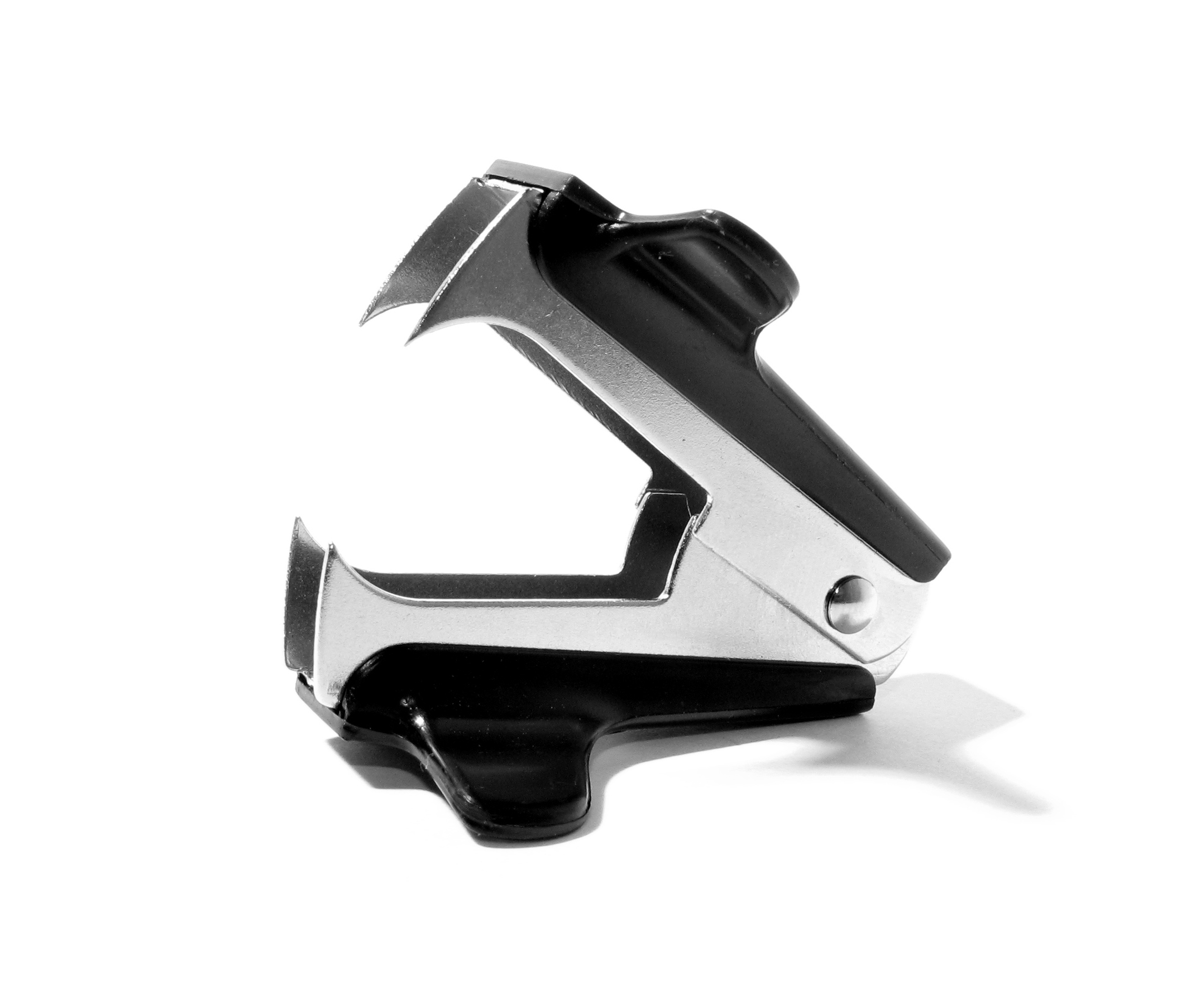
Heftklammernentferner

Benutzung eines Klammerentferners

Ein Klammerentferner (auch Enttackerer, Enthefter, Entklammerer, Heftklammernentferner, manchmal scherzhaft auch Schwiegermutter, Affenzahn, Hexe, Krokodil, Hebamme, Antitacker, Klammeraffe) ist ein Werkzeug zum Entfernen von Heftklammern aus Papier oder Holz.
Der Klammerentferner ist so aufgebaut, dass eine Heftklammer in einem einzigen Arbeitsgang entfernt werden kann. Hierzu wird der Klammerentferner an der geschlossenen Seite angesetzt und die vier Spitzen unter die Heftklammer geführt. Durch die besondere Form der Spitzen wird dabei die Heftklammer geöffnet und kann ohne abzusetzen abgezogen werden.
In der Medizin werden Klammerentferner für Wundklammern eingesetzt. Diese Hautklammerentferner dienen zum Entfernen der chirurgischen Klammern, die zum Hautverschluss bei Wunden mittels eines Hautklammergerätes eingebracht wurden. In der Regel handelt es sich heute dabei um steril verpacktes Einmalmaterial.
Sterilisierbare Klammerentferner aus Metall finden heute nur noch selten Verwendung.